# Frédéric Kastner
Pour les articles homonymes, voir Kastner.

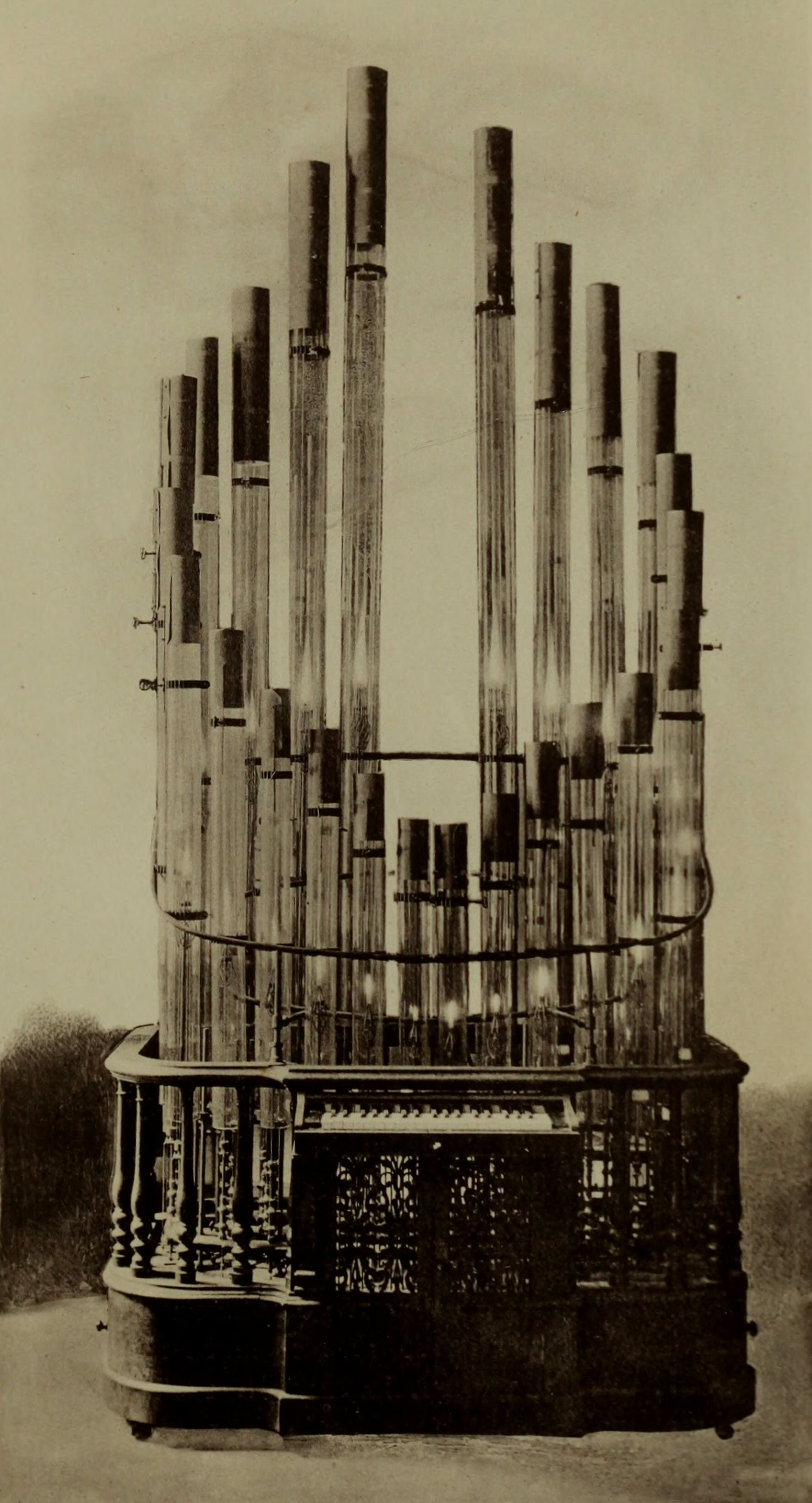
Pyrophone de Frédéric Kastner

Georges Frédéric Eugène Kastner (né le 10 août 1852 à Strasbourg et mort le 6 avril 1882 à Bonn, Allemagne) est un physicien, chimiste et musicien alsacien. Fils du compositeur Jean-Georges Kastner et de Léonie Kastner-Boursault, il est l'inventeur du pyrophone ou « orgue à gaz ».

## Biographie
Décédé à trente ans, Frédéric Kastner est inhumé au cimetière Saint-Gall de Strasbourg (Koenigshoffen), auprès de sa mère Léonie Kastner-Boursault, qui fut une amie et une admiratrice d'Henry Dunant, fondateur de la Croix-Rouge internationale.

## Œuvres
- Expériences nouvelles sur les flammes chantantes et invention du pyrophone, 1873 (extrait d'un mémoire de M. Frédéric Kastner présenté à l'Académie des sciences, dans la séance du 17 mars 1873, par M. le baron Larrey)
- Application du gaz d'éclairage au pyrophone, 1874
- Théorie des vibrations et considérations sur l'électricité, 1875